# Николато, Паоло
Паоло Николато (итал. Paolo Nicolato; 21 декабря 1966 года, Лониго, Италия) — итальянский футбольный тренер.

## Карьера
В начале своей тренерской карьеры работал с женскими итальянскими командами. Затем Николато долгое время трудился в академии клуба «Кьево». С 2014 по 2016 гг. Николато трижды приходил на должность наставника «Лумедзане», но долго руководить командой ему не удавалось. С 2016 года специалист стал работать в системе сборных Италии. Он был главным тренером юниорских национальных команд страны. Наивысшего достижения Николато добился со сборной до 19 лет, с которой в 2018 году он завоевал серебро Чемпионата Европы среди юношей в Финляндии. Позднее вместе с ней тренер занял четвертое место на Чемпионате мира (U20) в Польше. В течение четырех лет Николато возглавлял молодежную сборную Италии.
В конце 2023 года стало известно, что итальянец является одним из основных кандидатов на должность главного тренера сборной Латвии. 5 февраля 2024 года он официально приступил к работе с ней.

## Достижения
- Серебряный призер Чемпионата Европы (U20) (1): 2018.
- Победитель Примаверы 1 (1): 2013/14.